# Bernhard Reismann
Bernhard Reismann (* 29. Januar 1903 in Münster/Westfalen; † 13. Januar 1982 ebenda) war ein deutscher Politiker der Zentrumspartei.

## Leben
Reismann war Rechtsanwalt in Münster. Seit 1930 gehörte er dem Zentrum an. 1933 war er Stadtverordneter in Münster. 1945 wurde er Vorsitzender des wieder gegründeten Zentrums in Westfalen, 1946 Mitglied des westfälischen Provinzialrates und des ernannten Landtages von Nordrhein-Westfalen. Nach den ersten Landtagswahlen 1947 wurde er stellvertretender Vorsitzender der Zentrumsfraktion und Vorsitzender des Justizausschusses des Landtages. Nach seiner Wahl in den Bundestag legte er sein Landtagsmandat am 14. Dezember 1949 nieder. Reismann war Bezirksvorsitzender des Bezirks Münsterland der Zentrumspartei sowie Mitglied des Landes- und Bundesvorstandes. 
1949 wurde Reismann für das Zentrum in den Deutschen Bundestag gewählt. Nach der Bildung der FU-Fraktion von Zentrum und Bayernpartei am 14. Dezember 1951 wurde er deren stellvertretender Fraktionsvorsitzender. Vom 5. Oktober 1950 bis zum 23. Mai 1951 war er stellvertretender Vorsitzender des Parlamentarischen Untersuchungsausschusses zur Hauptstadtfrage (Spiegelausschuss). 1953 schied Reismann aus dem Bundestag aus.
1957/58 war Reismann Regierungspräsident des Regierungsbezirkes Münster.
Bei der ersten Wahl zum Europäischen Parlament 1979 war Reismann Spitzenkandidat der Deutschen Zentrumspartei.